# Strengberg
Strengberg è un comune austriaco di 2 028 abitanti nel distretto di Amstetten, in Bassa Austria; ha lo status di comune mercato (Marktgemeinde).